# Ếch Thái Lan
Ếch Thái Lan hay ếch Thái hay ếch Nhật Bản (Danh pháp khoa học: Rana rugosa) là một loài ếch trong họ Ranidae. Đây là một loài ếch có giá trị kinh tế và được nuôi nhiều để lấy thịt ở Việt Nam. Chúng đã ồ ạt du nhập vào Việt Nam và phong trào nuôi ếch Thái nổi lên, tuy nhiên có khuyến cáo nếu nuôi ếch Thái Lan trong ao và trong vèo lưới thì vấn đề phát tán giống nuôi ra môi trường bên ngoài rất khó kiểm soát, nên hạn chế phát triển nuôi ếch trong ao và trong vèo lưới, cần có biện pháp đảm bảo an toàn, không để giống nuôi thất thoát tràn lan ra môi trường xung quanh.

## Đặc điểm
Ếch Thái Lan là loài lưỡng cư, chu kỳ sống có 3 giai đoạn chính gồm giai đoạn nòng nọc (nở từ trứng đến khi mọc đủ bốn chân), chúng sống hoàn toàn trong môi trường nước (21 - 28 ngày) và ăn các loài động vật phù du và thở bằng mang. Ếch giống năng từ 2 - 50gr, chúng hích sống trên cạn gần nơi có nước, chúng sẽ ăn ôn trùng, con nhỏ, giun, ốc. Giai đoạn này ếch ăn lẫn nhau khi thiếu thức ăn. Ếch trưởng thành nặng từ 200 - 300gr, sau 8 - 10 tháng ếch đã trưởng thành và có thể thành thục sinh sản.
Chúng là loài ăn động vật sống, con mồi phải di động như các loài côn trùng, giun, ốc…Kích cỡ con mồi thường phải lớn và di động. Nhu cầu dinh dưỡng của ếch khá cao, tương tự như những loài cá ăn tạp thiên động vật. Thức ăn phải đầy đủ dưỡng chất. Thức ăn ếch Thái Lan đã được thuần hoá nên sử dụng được thức ăn tĩnh như thức ăn viên nổi hay thức ăn tự chế biến (cá tạp băm nhỏ, cám nấu…). Ếch ăn mạnh vào chiều tối và ban đêm hơn ban ngày (lượng thức ăn vào chiều tối và ban đêm gấp 2 - 3 lượng thức ăn ban ngày). 

## Sinh trưởng
Trong điều kiện tự nhiên, ếch chỉ sinh sản vào mùa mưa, từ tháng 5 đến tháng 10 hằng năm. Tuy nhiên, trong điều kiện áp dụng tiến bộ khoa học kỹ thuật, ếch có thể sinh sản quanh năm. Sau thời gian nuôi 8 - 10 tháng thì ếch thành thục và có thể chọn lọc cho sinh sản. Khi sinh sản, ếch cái có thể đẻ 1.000 - 4.000 trứng/lần. Mỗi năm, ếch có thể đẻ 3 - 4 lần, thậm chí 6 - 8 lần trong điều kiện sinh sản nhân tạo. Trứng sẽ nở thành nòng nọc trong 18 - 24 giờ. Từ 48 giờ trở đi, ếch bắt đầu ăn thức ăn ngoài. Sau 20 - 28 ngày, nòng nọc biến thái thành ếch con (đã rụng đuôi và ra đủ 4 chân). Thời gian và tỷ lệ biến thái từ nòng nọc thành ếch con biến động phụ thuộc điều kiện môi trường và dinh dưỡng.

## Chăn nuôi

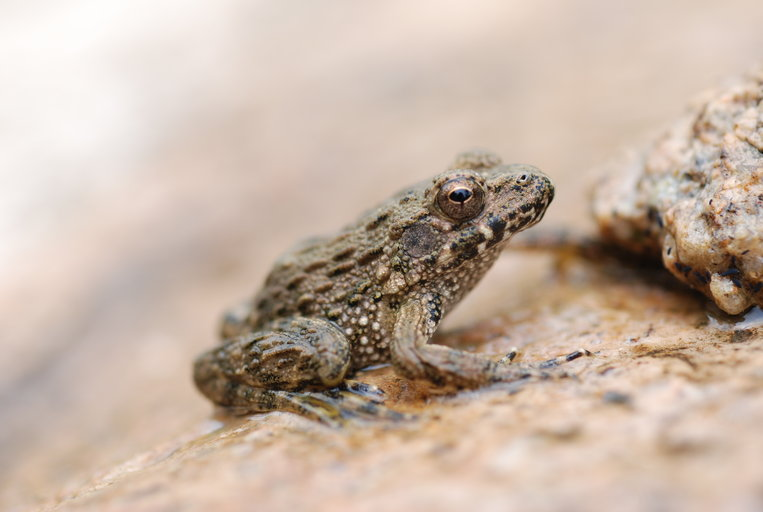

Ếch Thái Lan dễ nuôi; người nuôi có thể tận dụng diện tích ao hồ hoặc đất trống trong vườn để nuôi theo phương pháp công nghiệp. Ếch nuôi trong bể làm bằng bạt hay xi măng có mật độ dày thường mắc một số bệnh như lở loét đỏ chân, mù mắt, quẹo cổ thân có những đốm trắng. Thức ăn của ếch chủ yếu là các loại hạt công nghiệp chế biến sẵn: cho ăn 2 - 3 lần/ngày so với 4 - 5% thể trọng của ếch. Nếu những vùng có sẵn tôm, cá, cua đồng, giun đất, trứng vịt… thì có thể tự chế để giảm chi phí.
Nhược điểm của ếch Thái Lan là có chất lượng thịt không tốt so với ếch đồng, đùi nhỏ mà bụng lại to. chọn nguồn ếch giống lai giữa ếch đồng và ếch Thái Lan, với mục tiêu giúp nông dân làm quen với giống ếch nuôi có chất lượng thịt tốt hơn (đùi to khoảng 80% so với ếch đồng) và giá bán cao hơn so với giống ếch Thái Lan, giúp tăng lợi nhuận khi nuôi ếch. Háu ăn, thậm chí ăn thịt lẫn nhau; bụng to, đùi nhỏ, lại khá lười biếng... là những đặc điểm dễ thấy nhất ở ếch Thái Lan.
Cách chế biến, cho những loại thức ăn thô vào máy nghiền thức ăn sau đó trộn với cám gạo thành hạt theo tỉ lệ phần trăm thể trọng lớn, nhỏ của ếch rồi phơi khô (không phơi nơi có ánh nắng mặt trời vì nắng sẽ làm giảm chất đạm trong thức ăn) để làm thức ăn dự trữ cho ếch. Ngoài ra, khi cho ếch ăn nên vãi cho thức ăn dưới nước nhiều hơn, để ếch dễ nuốt, không thay đổi thức ăn hàng ngày đột ngột dù ếch đang đói.